# Crispiano Adames
Crispiano Adames Navarro (Calidonia, Ciudad de Panamá, 18 de agosto de 1961) es un médico y político panameño que se desempeñó como presidente de la Asamblea Nacional de Panamá del 1 de julio de 2021 al 1 de julio de 2023 y diputado del Partido Revolucionario Democrático.

## Biografía
Adames nació el 18 de agosto de 1961 en el Hospital Santo Tomás en Calidonia, creció en el corregimiento de Mateo Iturralde en el Distrito de San Miguelito su mama es Tomasa Navarro de Adames, desde muy pequeño sintió gran inquietud por la ayuda al prójimo creando en su infancia un gran círculo ascendente de amistades lo que lo posiciona como un dirigente natural entre los círculos de familiares y escolares. Al año 1979 obtiene su bachillerato en el Instituto José Dolores Moscote afianzando el espíritu político que le caracteriza inspirado en la figura del extinto general Omar Torrijos Herrera. Logra gracias a una beca del Instituto para la Formación y Aprovechamiento de Recursos Humanos del Gobierno de Panamá su doctorado en el instituto de medicina de ODESA en Ucrania en 1988 a lo que se le suman diferentes aspectos de conocimientos tales como Gerencia de Salud en INCAE, Planificación estratégica en el Ministerio de Salud, administrador de recursos humanos al igual que motivación y meritocracia en dicha entidad estatal. Su extensa labor dentro del contexto profesional podemos señalar que laboró en el hospital regional de Darién en la Palma, centro de salud de Garachiné y Sambú cabecera de la provincia, centro de salud de Veracruz, centro de salud de paraíso, centro de salud de Santa Ana, fungiendo como director médico al igual que en el Hospital San Miguel Arcángel en el cuarto de urgencias, así mismo se le suma como asesor del despacho superior del MINSA en el Gobierno de Martín Torrijos. Cuarto subsecretario del consejo ejecutivo nacional, sub CDN y delegado principal al directorio nacional por el Partido Revolucionario Democrático. Es diputado de la Asamblea Nacional de Panamá desde el 1 de julio de 2009. Fue presidente de la Asamblea Nacional de Panamá del 1 de julio de 2021 al 1 de julio de 2023.